# Chiến dịch 1027
Chiến dịch 1027 (tiếng Anh: Operation 1027; tiếng Miến Điện: ၁၀၂၇ စစ်ဆင်ရေး/1027 Cachcangre) là một cuộc tấn công vũ trang quy mô đang diễn ra được tiến hành dưới sự chỉ huy của Liên minh Ba anh em vốn là một liên minh quân sự bao gồm ba tổ chức vũ trang sắc tộc ở Myanmar gồm Quân đội Arakan (AA) , Quân đội Liên minh Dân chủ Quốc gia Myanmar (MNDAA), và Quân đội Giải phóng Quốc gia Ta'ang (TNLA) cùng liên minh với các lực lượng nổi dậy khác trong nước Myanmar để chống lại chính quyền quân sự cầm quyền quân sự Tatmadaw đang nắm quyền tại Myanmar. Chiến dịch bắt đầu từ ngày 27 tháng 10 năm 2023 khi các lực lượng nổi dậy nhất tề đã tiến hành các cuộc tấn công đồng loạt vào nhiều mục tiêu khác nhau ở phía bắc Bang Shan nhắm vào Quân đội Myanmar, Lực lượng cảnh sát Myanmar và các cơ sở quân sự khác dọc biên giới với Trung Quốc. Liên minh Ba huynh đệ đã giành quyền kiểm soát thành công Khu vực tự quản Kokang (SAZ) quan trọng về mặt chiến lược sau chiến thắng quyết định của họ trong trận Laukkai.
Cuộc tấn công đã lan rộng ra ngoài bang Shan trên khắp đất nước đến vùng Sagaing, Bang Chin và Bang Rakhine, đồng thời đã châm ngòi cho các Chiến dịch 1107 và Chiến dịch 1111 bùng lên ở phía nam đất nước Miến Điện ở Bang Kayah. Các lực lượng kháng chiến trên khắp đất nước đã chiếm được nhiều thị trấn, trong đó Liên minh Anh em tuyên bố vào ngày 28 tháng 11 năm 2023 rằng họ đã chiếm được hơn 220 vị trí của phe quân đội. Chế độ quân phiệt Miến Điện đã không thể ứng phó một cách hiệu quả trước làn sóng tổn thất mà họ phải gánh chịu, đành phải dùng đến pháo kích và không kích bừa bãi để trả đũa. Các bên đã đồng ý ngừng bắn vào tháng 12 năm 2023, nhưng thỏa thuận này nhanh chóng sụp đổ. Các bên đã đồng ý về một lệnh ngừng bắn khác do Trung Quốc làm trung gian cho miền bắc bang Shan vào ngày 11 tháng 01 năm 2024, nhưng lệnh ngừng bắn rất mong manh khi lực lượng nổi dậy cáo buộc rằng chế độ quân sự đã tiến hành các cuộc không kích vi phạm các điều khoản của lệnh ngừng bắn.

## Tổng quan
Chiến dịch 1027 ban đầu không nhận được nhiều sự chú ý, nhưng sau một tháng phát động tấn công, Liên minh Huynh đệ đã cho thấy họ là thách thức lớn nhất hiện nay với chính quyền quân sự Myanmar kể từ sau cuộc đảo chính năm 2021. Lực lượng này tới nay đã chiếm gần 170 đồn bốt, cứ điểm của quân đội chính phủ, cắt đứt các tuyến hậu cần quân sự và kiểm soát nhiều khu vực kinh tế trọng yếu dọc biên giới, trong đó có cửa khẩu Kyin San Kyawt nối với tỉnh Vân Nam của Trung Quốc. Liên minh Huynh đệ mất khoảng hai năm để chuẩn bị cho chiến dịch quy mô lớn này, huy động khoảng 20.000 quân, với nòng cốt là Quân đội Liên minh Dân chủ Quốc gia Myanmar (MNDAA), Quân đội Arakan (AA) và Quân đội Giải phóng Quốc gia Ta'ang (TNLA). Với sự tham gia của hàng chục lữ đoàn, tiểu đoàn quân nổi dậy, quy mô của Chiến dịch 1027 đã đạt mức chưa từng có tiền lệ trong lịch sử giao tranh giữa các lực lượng phiến quân và chính phủ tại Myanmar
Mặc dù giao tranh đã nổ ra ở nhiều khu vực của Myanmar kể từ khi quân đội lên nắm quyền sau cuộc đảo chính năm 2021, quy mô cuộc tấn công của Liên minh 3 anh em được cho là thách thức lớn nhất đối với chính quyền. Điều quan trọng là Liên minh 3 anh em còn có sự ủng hộ từ các thành viên Lực lượng phòng vệ nhân dân. Đây là phong trào do phe đối lập Chính phủ Thống nhất quốc gia (NUG) hỗ trợ. Phe phản đối chính quyền quân sự Myanmar tuyên bố thành lập NUG vào tháng 4-2021, song song với việc biểu tình ở nhiều nơi. Việc này cho thấy mức độ bài bản của việc lên kế hoạch và hoạt động phối hợp chưa từng thấy kể từ ngày xảy ra đảo chính. Mục tiêu mà Liên minh gồm 3 lực lượng Arakan, Ta'ang và Kokang, đặt ra trong chiến dịch này là chống lại chính quyền quân sự, cũng như xóa sổ các tập đoàn lừa đảo trực tuyến khét tiếng hoạt động gần biên giới với Trung Quốc. Cuộc tấn công mang mật danh Chiến dịch 1027 mở màn cho hàng loạt cuộc tấn công tương tự của các lực lượng dân quân kháng chiến khác khắp cả nước. Hàng trăm ngàn người đã phải sơ tán khỏi vùng giao tranh, trong khi số lượng binh sĩ của lực lượng vũ trang đào ngũ hoặc đầu hàng phe nổi dậy ngày càng tăng.